# Josh Shipp
Joshua Shipp Jan (ur. 14 lutego 1986 w Los Angeles) – amerykański koszykarz, występujący na pozycjach rzucającego obrońcy lub niskiego skrzydłowego. Na poziomie uniwersyteckim grał dla UCLA Bruins. Później jako zawodowiec grał w Turcji i w Niemczech.

## Kariera zawodowa
Joshua zadeklarował udział w drafcie NBA w 2009 roku, ale nie został na nim wybrany. W lidze letniej grał krótko z Chicago Bulls, ale drużyna z Illinois nie zdecydowała się na podpisanie z nim kontraktu.
Chętne na niego drużyny znalazł za oceanem po czym podpisał kontrakt z Bornovą Belediye. W swoich następnych grał jeszcze dla kilku innych tureckich klubów takich jak: Galatasaray, Anadolu Efes czy też Türk Telekom, aż w końcu w sezonie 2014/2015 skończył grę dla tureckich klubów i rozegrał jeden sezon w niemieckiej bundeslidze w barwach Brose Baskets.